# Vontaze Burfict
(en) Statistiques sur pro-football-reference
Vontaze DeLeon Burfict, Jr., né le 24 septembre 1990 à Los Angeles, est un joueur professionnel américain de football américain ayant joué au poste de linebacker pour les franchises des Bengals de Cincinnati (2012-2018) et des Raiders d'Oakland (2019) dans la National Football League (NFL).
Au niveau universitaire, il a joué pour les Sun Devils d'Arizona State dans la NCAA Division I FBS pendant trois saisons.
Burfict aurait dû être un des premiers choix de la draft 2012 de la NFL mais une mauvaise performance au NFL Scouting Combine et des problèmes de caractère poussent les franchises à ne pas le sélectionner à la draft. Il est finalement engagé en tant qu'agent libre par les Bengals où il reste pendant sept saisons avant de rejoindre pour un an les Raiders. Il est considéré comme l’un des joueurs les plus controversés de sa génération.
Leader de son équipe au nombre de plaquages lors de son année rookie, il est sélectionné pour le Pro Bowl 2014. Il est également connu pour avoir fréquemment tout au long de sa carrière enfreint les règles de sécurité des joueurs,, ce qui lui a valu d'être suspendu pour 14 incidents distincts en 22 matchs et d'accumuler plus de 5,3 millions de dollars d'amendes et de perte de salaire,. Burfict a raté la majeure partie de son mandat avec les Raiders en raison d'une suspension de 12 matchs pour une faute personnelle, la plus longue suspension encoure sur le terrain de l'histoire de la NFL.

## Biographie

### Carrière universitaire
Étudiant à l'université d'État de l'Arizona, il joue pour les Sun Devils d'Arizona State de 2009 à 2011.